# NGC 5973
NGC 5973 is een spiraalvormig sterrenstelsel in het sterrenbeeld Weegschaal. Het hemelobject werd op 26 mei 1864 ontdekt door de Duitse astronoom Albert Marth.

## Synoniemen
- PGC 55757